# 韩忠仁
韩忠仁（1925年—1985年），山西人，中华人民共和国政治人物。
担任山西省工业劳模。华北兵工局第三四二厂、分厂韩忠仁小组工。1954年，当选第一届全国人民代表大会代表。